# Antonio Bargone
Antonio Bargone (Brindisi, 8 luglio 1947) è un politico italiano.

## Biografia
Laureato in giurisprudenza, svolge la professione di avvocato. Viene eletto per la prima volta nel 1987 con il Partito Comunista Italiano (poi Partito Democratico della Sinistra), e svolge la funzione di deputato durante la X Legislatura (1987-1992). In seguito, sempre con il PDS, viene rieletto nella XI Legislatura (1992-1994) e poi nella XII Legislatura (1994-1996). Negli anni ha fatto parte delle Commissioni parlamentari Affari costituzionali, Lavori pubblici e Giustizia, oltre che della Giunta per le autorizzazioni a procedere. Nel corso di tutti e tre i suoi mandati parlamentari è stato componente della Commissione Antimafia, ricoprendo anche la funzione di capogruppo dei progressisti. È stato relatore della riforma della legge quadro in materia di Lavori Pubblici (cosiddetta "legge Bargone"). Proprio per questo nel dicembre 1999 si parla di un presunto progetto per eliminarlo pianificato dalle Brigate Rosse e viene messo sotto scorta.
Nel 1996 si ricandida alla Camera nel collegio uninominale di Brindisi con L'Ulivo, ma viene sconfitto dall'esponente del centrodestra. Diviene poi sottosegretario di Stato per i Lavori pubblici nel primo governo di Romano Prodi, nel primo e secondo governo D'Alema (dal 21 ottobre 1998 al 25 aprile 2000) e nel secondo Amato (dal 25 aprile 2000 all'11 giugno 2001). 
Da aprile 2003 è presidente della SAT - Società Autostrada Tirrenica. Si dimette il 9 dicembre 2021, a seguito di un'indagine della Procura della Repubblica di Benevento e a una ordinanza della misura cautelare degli arresti domiciliari. Pochi giorni dopo, il 29 dicembre, il Tribunale del Riesame ha annullato l'ordinanza di custodia cautelare ai domiciliari e disposto la trasmissione degli atti a Roma per competenza territoriale.

## Opere
- Manuale del Diritto dei Lavori Pubblici - La Riforma e i procedimenti di attuazione (con Paolo Stella Richter). Giuffrè Editore, 2001.